# ힱ
ힱ(오오이)는 한글 낱자 ㅗ, ㅗ, ㅣ를 위아래로 쌓아 놓은 것이다. ㅚ와는 달리 ㅣ가 두 번째 ㅗ 밑에 붙는다는 특징이 있다. 이 낱자는 《동문유해》 하권에 나온 적이 있으나, 그 음가는 알려지지 않았다.
| 종류                  | 글자   | 유니코드 | HTML     |
| --------------------- | ------ | -------- | -------- |
| 한글 호환 자모 영역   | (없음) | (없음)   | (없음)   |
| 한글 자모 영역        | ᅟᅟힱ   | U+D7B1   | &#55217; |
| 한양 사용자 정의 영역 |     | U+F825   | &#63525; |
| 반각                  | (없음) | (없음)   | (없음)   |

## 기타
한/글에서 이 낱자를 입력하려면 ㅗ, ㅗ, ㅣ 대신 ㅗ, ㅗ, ㅜ로 입력해야 하고, 한적입력기에서 입력하려면 ㅗ, ㅗ, ㆍ으로 입력해야 한다. 이는 두 프로그램의 버그로, 원래는 ㅗ, ㅗ, ㅣ로 입력하는 것이 맞다.

## 같이 보기
- ퟁ
- ᆂ